# Chromatics
Die Chromatics waren eine US-amerikanische Band aus Portland, Oregon.

## Geschichte
Die Chromatics wurden 2001 in Seattle von Sänger Adam Miller, Gitarristen Devin Welch, Bassistin Michelle Nolan und Schlagzeugerin Hannah Blilie gegründet. Die ersten Veröffentlichungen waren eher dem Post-Punk zuzurechnen. Das Debütalbum Chrome Rats vs. Basement Rutz erschien 2003.
Nach mehreren Umbesetzungen besteht die Band aus Gitarrist Miller, der Sängerin Ruth Radelet, dem Schlagzeuger Nat Walker sowie dem Multiinstrumentalisten Johnny Jewel. Mit Veröffentlichung des dritten Albums Night Drive wechselte die Band zum Indielabel Italians Do It Better. Gleichzeitig veränderte sich der Stil der Band hin zu einem eher von Italo Disco und Dreampop beeinflussten Synthie-Pop.
Einem größeren Publikum wurde die Band 2011 mit ihrem Titel Tick of the Clock bekannt, einem Beitrag zum Soundtrack des Films Drive. Am 26. März 2012 erschien ihr viertes Album Kill for Love.
Seit November 2012 ist der Titel Tick of the Clock als Hintergrundmusik für die Fernsehwerbespots der Commerzbank zu hören.
Im Jahr 2015 erschien eine EP mit sieben Coverversionen von Cyndi Laupers Song Girls Just Wanna Have Fun. Eine der Versionen wurde im Werbespot der Modekette Mango eingesetzt.
2017 spielte die Band ihren Titel Shadow in der 2. Episode der dritten Staffel der Fernsehserie Twin Peaks von David Lynch und Mark Frost.
Wie im Mai 2017 bekannt wurde, war das seit Dezember 2014 angekündigte nächste Album Dear Tommy bereits fertiggestellt, als Johnny Jewel an Weihnachten 2015 auf Hawaii fast gestorben wäre. Nach seiner Rückkehr nach Kalifornien ließ er die bereits produzierten 15.000 CD- und 10.000 Vinyl-Kopien zerstören und die bereits online verfügbaren Songs aus dem Album wieder aus dem Netz nehmen. Danach nahm er das Album komplett neu auf, wobei die Titel und Anordnung der Stücke auf dem Album unverändert blieb. Stand Juni 2019 ist das Album weiterhin unveröffentlicht.
Am 24. August 2019 veröffentlichte Chromatics auf YouTube das Video ihrer Coverversion von I Want to Be Alone von Jackson C. Frank.
Am 10. August 2021 gab Ruth Radelet die Auflösung der Band bekannt.

## Diskografie

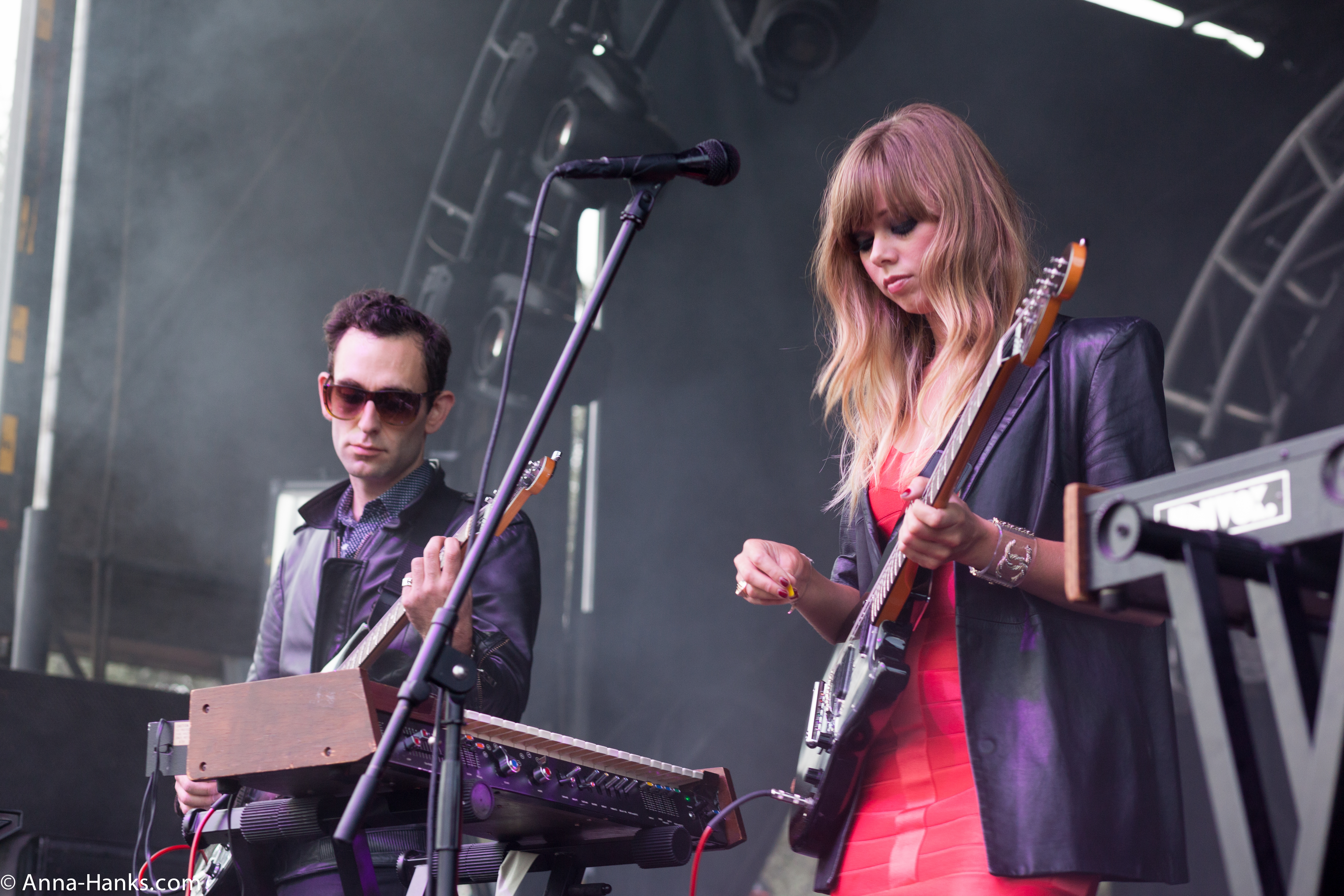
Chromatics in Austin. Im Bild Ruth Radelet und Nat Walker

### Alben
- 2003: Chrome Rats vs. Basement Rutz (Gold Standard Laboratories)
- 2004: Plaster Hounds (Gold Standard Laboratories)
- 2007: Night Drive (Italians Do It Better)
- 2012: Kill for Love (Italians Do It Better)
- 2014: Cherry (Italians Do It Better)
- 2017: Nite (Italians Do It Better)
- 2019: Closer to Grey (Italians Do It Better)

### Singles und EPs
- 2001: Beach of Infants / Steps (Hand Held Heart)
- 2002: Chromatics / Die!!! Monitr Bats - Split (Gold Standard Laboratories)
- 2002: Arms Slither Away / Skill Fall (K)
- 2002: Cavecare (Hand Held Heart)
- 2003: Ice Hatchets / Curtains (Gold Standard Laboratories)
- 2005: Healer / Witness (Troubleman Unlimited)
- 2006: Nite (Troubleman Unlimited)
- 2007: In Shining Violence (Italians Do It Better)
- 2010: In the City EP (Italians Do It Better)
- 2011: Kill for Love (Italians Do It Better)
- 2012: Tick of the Clock (Italians Do It Better)
- 2015: Girls Just Wanna Have Fun (Italians Do It Better)
- 2015: Yes (Love Theme From Lost River) (Italians Do It Better)
- 2015: Shadow (Italians Do It Better)
- 2015: In Films (Italians Do It Better)
- 2015: Blue Moon (Italians Do It Better)
- 2015: I Can Never Be Myself When You're Around (Italians Do It Better)
- 2015: Love Theme (Italians Do It Better)
- 2015: Into the Black (Italians Do It Better)
- 2015: Just Like You (Italians Do It Better)
- 2017: Lady (Italians Do It Better)
- 2018: I'm on Fire (Italians Do It Better)
- 2018: Blue Girl (Italians Do It Better)
- 2018: Camera (Italians Do It Better)
- 2018: Black Walls (Italians Do It Better)
- 2018: Looking for Love (Italians Do It Better)
- 2019: Time Rider (Italians Do It Better)
- 2020: Toy (Italians Do It Better)